# Нама (улус)
Нама (рос. Нама) — улус Курумканського району, Бурятії Росії. Входить до складу Сільського поселення Улюхан евенкійське.
Населення — 93 особи (2015 рік).